# Stolperstein in Bad Köstritz

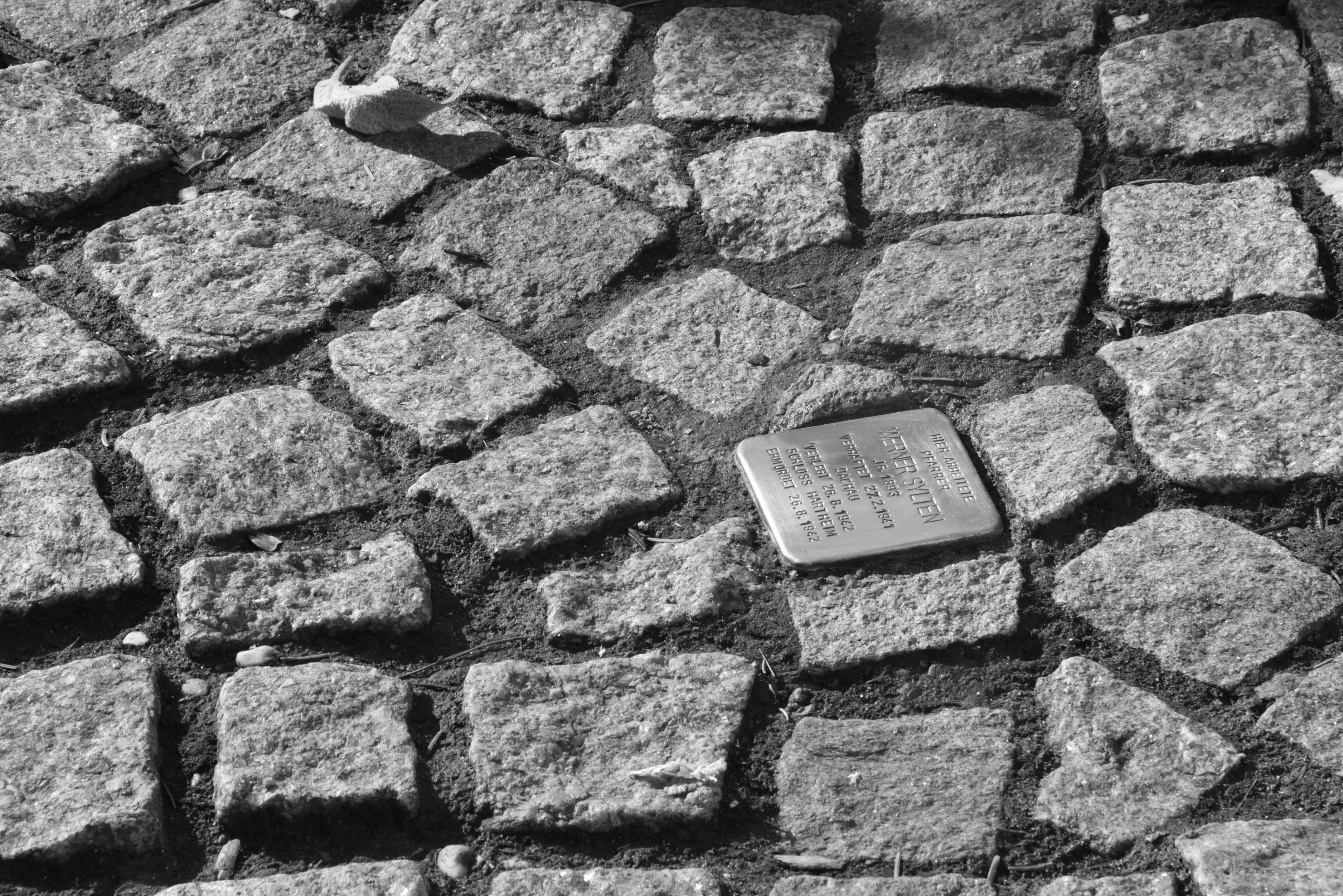
Stolperstein für den in Bad Köstritz wirkenden Pfarrer Werner Sylten

Der Stolperstein in Bad Köstritz ist Pfarrer Werner Sylten gewidmet, verlegt in Bad Köstritz, seiner letzten Wirkungsstätte. Stolpersteine werden vom Kölner Künstler Gunter Demnig in weiten Teilen Europas verlegt. Sie erinnern an das Schicksal der Menschen, die von den Nationalsozialisten ermordet, deportiert, vertrieben oder in den Suizid getrieben wurden und liegen im Regelfall vor dem letzten selbstgewählten Wohnsitz des Opfers.
Der bislang einzige Stolperstein in Bad Köstritz im thüringischen Landkreis Greiz wurde am 8. September 2014 vom Künstler persönlich verlegt.

## Stolperstein
| Stolperstein | Inschrift | Verlegeort                                                               | Name, Leben |
| ------------ | --- | ------------------------------------------------------------------------ | --- |
|              | HIER ARBEITETE PFARRER WERNER SYLTEN JG. 1893 VERHAFTET 27.2.1941 DACHAU 'VERLEGT'26.8.1942 SCHLOSS HARTHEIM ERMORDET 26.8.1942 | Eleonorenstraße 20a Am ehemaligen Mädchenheim (heute Jugendhilfezentrum) | Werner Sylten war evangelischer Theologe, Sozialpädagoge, Seelsorger und Pfarrer. Er wurde am 9. August 1893 in Hergiswil am See, Schweiz als ältestes von fünf Kindern geboren. Zum Studium der Theologie ging er nach Marburg. Im Ersten Weltkrieg diente er als Soldat, danach schloss er seine Studien, auch der Nationalökonomie und Sozialökonomie, in Berlin ab. Ab 1925 war er Pfarrer und Leiter des „Thürnger Frauenasyls“, ein Erziehungsheim für Mädchen. 1925 heiratete er, 1933 schloss er sich der Bekennenden Kirche an. Nach der Machtergreifung Hitlers und der NSDAP sah er sich zunehmend Anfeindungen wegen seiner jüdischen Herkunft ausgesetzt. 1936 wurde Sylten aus dem Pfarrdienst ausgeschlossen und verlor seine Leitungsfunktion im Mädchenheim. Seine Frau verzweifelte und nahm sich das Leben. Noch bis 1938 leitete er das Thüringer Büro der Bekennenden Kirche. Das Büro wurde geschlossen, er verließ Thüringen und fand Zuflucht beim Berliner Pfarrer Heinrich Grüber, der „nichtarische“ Christen unterstützte. Grüber wurde verhaftet und nach Dachau verschleppt. Im Februar 1941 wurde auch Sylten verhaftet und nach 3-monatiger Untersuchungshaft ebenfalls nach Dachau deportiert. Auch im KZ wirkte er weiter als Seelsorger, doch aufgrund der Folter, der er ausgesetzt war, erkrankte er schwer. Da Krankmeldung den sicheren Tod bedeutete, meldete er sich vorerst nicht krank. Werner Sylten kam dann doch ins Krankenrevier und wurde 1942 in die Tötungsanstalt Hartheim verschleppt und dort am Tage seines Eintreffens am 26. August 1942 ermordet. In Bad Köstritz (Bild rechts) und in Gotha trägt jeweils eine Straße seinen Namen. In Berlin-Zehlendorf gibt es seit 1963 einen Werner-Sylten-Weg, in Berlin-Köpenick gibt es ein Denkmal. Zwei weitere Stolpersteine wurden in Gotha und Berlin-Köpenick verlegt. |

## Verlegung
Die Verlegung erfolgte am 8. September 2014.